# 펠트하임 (트로이엔브리첸)

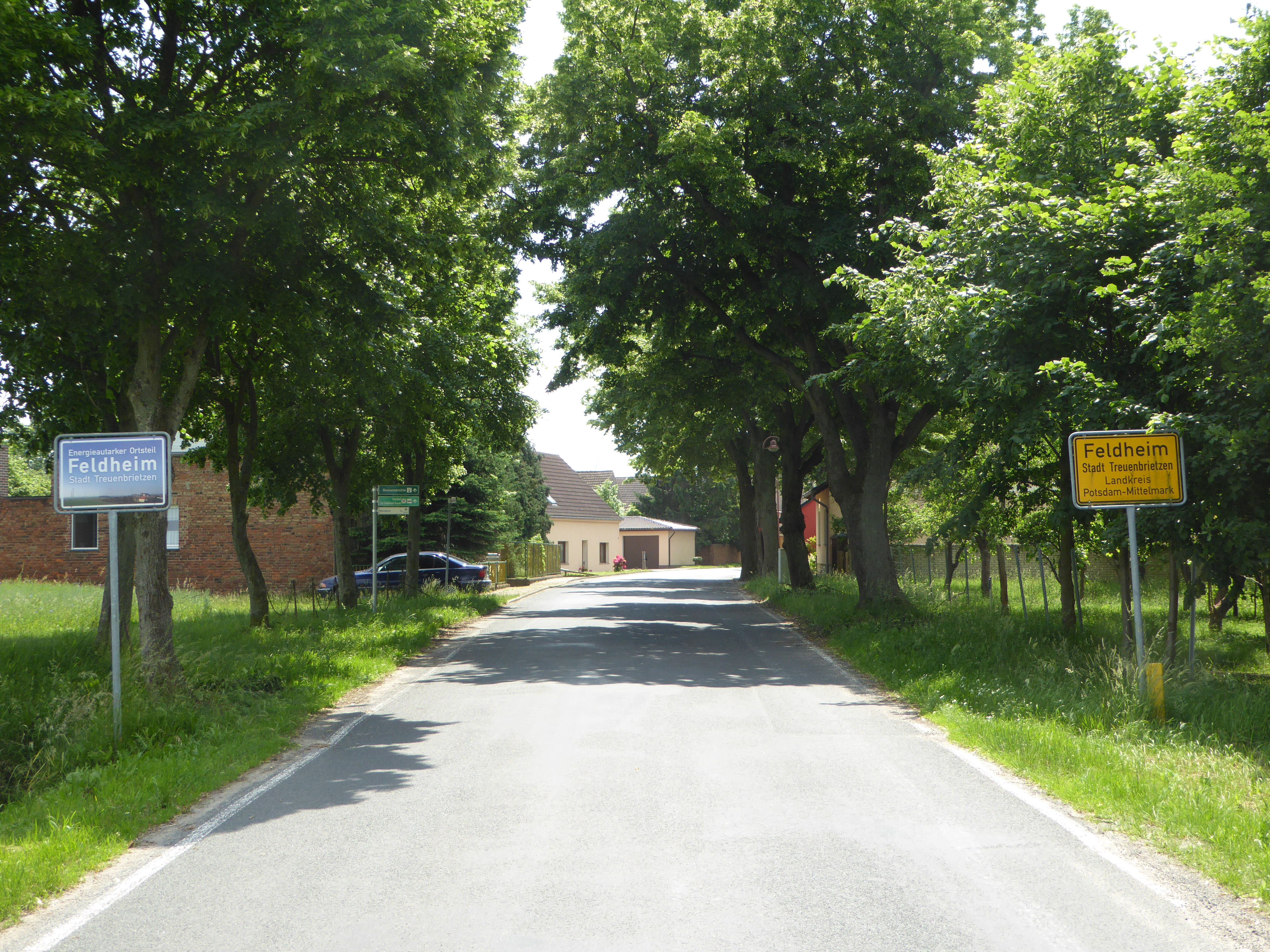

펠트하임(Feldheim)은 독일 브란덴부르크 주, 포츠담미텔마르크 군 소속의 트로이엔브리첸(Treuenbrietzen)이라는 마을 안에 위치한 농업 소도시이다.

## 교통
펠트하임은 독일의 국제공항들 중에서는 베를린 국제공항과 가장 가까운데, 베를린 국제공항에서 남서쪽으로 약 80km 정도 떨어진 곳에 위치하고 있어 승용차로는 약 1시간~2시간 정도가 걸린다. 대중교통을 이용해 방문하려면 베를린 공항이나 라이프치히 공항에서 ICE 열차를 타고 비텐베르크까지 이동한 뒤, RE(Regional Express) 열차를 타고 Blönsdorf 지역에서 하차해서 북서쪽으로 약 13.7km가량 택시를 타고 이동하는 방법이 있다.

## 인구
역사적으로 동독에서의 난민 유입, 세계2차대전 후, 피난민들의 유입 등이 행해졌을 때 인구밀도가 가장 높았다. 1950년대에는 사회주의의 건설로 인해 많은 주민들이 펠트하임을 떠나기도 하였다. 그리고 펠트하임에서는 지난 20년 동안 인구의 감소가 꾸준히 이루어졌는데, 1990년에는 162명이었던 인구가 2010년에는 128명으로 감소하였다.

## 신재생마을

### 신재생에너지마을의 의미
신재생에너지마을(녹색성장마을)이란 에너지와 자원을 절약하고 효율적으로 사용하고, 또 더 나아가 에너지 자립을 이룸으로서, 기후변화와 환경훼손을 줄이는 데에 이바지하고, 청정에너지와 녹색기술의 연구개발을 통하여 경제위기를 타개하며, 이를 통하여 신성장 동력과 일자리를 창출해내는 마을을 의미한다. 이러한 신재생에너지마을은 국내외 여러 방법과 여러 가지 이름으로 시행되고 있으며 각 지역의 특성과 조건에 맞게 기획해서 실현되고 있다.
(여러 이름의 예 : 친환경 녹색 도시, 에너지 순환 도시, 저탄소 녹색 성장 마을, 에너지 자립 마을, 친환경 생태 도시, 바이오 매스 마을, 바이오 매스 타운 등)

### 펠트하임의 에너지 독립 과정
석유를 포함한 원자재값의 변동, 원자력의 안전성 문제는 미래 세대의 에너지 공급을 불안하게 하는 원인이 된다. 이러한 불완전한 기존의 전력 생산구조에서 벗어나 미래 에너지의 안전성을 보장 받고 최대한의 독립을 확보하기 위한 한 방안으로 독일에서는, 펠트하임을 신재생에너지 마을로 만들 것을 기획하게 되었다. 이는 재생에너지만으로도 에너지 수요와 공급을 자체적으로 해결할 수 있다는 가능성을 실현해 보이고 에너지 독립마을로서의 본보기가 되고자 시작한 것인데, 이러한 배경에는 독일의 국가적인 신재생 에너지 정책과 지역전력회사인 에너지 에너지크벨레(Energiequelle GmbH)의 투자가 있었다.
펠트하임은 94년 이전까지 독일의 여느 농촌마을과 다름없었다. 이러한 펠트하임에 신재생 에너지 단지가 설립이 된 배경에는 86년 체르노빌 원자력 발전소 사고 이후, 원자력 사용에 대한 국민 정서의 반감이 꾸준히 확대됨에 따라 원전폐기가 독일의 사회정치적 주요 이슈로 부각이 되었음에 있다. 이런 사회적 배경하에 탈원전을 주장하는 목소리가 환경 단체를 중심으로 독일 전역에서 서서히 터져 나오자 에너지크벨레는 이곳을 풍력단지로 점찍어 신재생 에너지 마을을 구축하려는 계획을 세우게 된다. 효율적인 풍력발전을 위해서는 바람이 일정한 방향으로 불어줘야 하는데 에너지크벨레는 이 지역이 이러한 조건을 만족하는 최적지라고 판단, 주민들에게 부지를 임대해달라고 요청한 것이다. 이에 마을 주민들은 풍력발전기에서 발생하는 소음과 경관 훼손, 철새 떼의 이동경로 변경 등 여러 가지 폐해에도 불구하고 흔쾌히 에너지크벨레측의 제의를 받아들였는데, 이러한 흔쾌한 동의는 주민들이 원전의 위험성을 인식하고 친환경 에너지 마을의 모범사례를 만들기로 의견을 모았기 때문에 가능한 일이었다.
이후 이와 같은 과정을 거친 펠트하임은 바이오 가스, 태양광 설비까지 갖춘 종합 신재생 단지로 거듭나게 된다.

### 구조
- 재정 : 펠트하임의 신재생에너지 마을화에 드는 전체 비용의 절반은 유럽연합, 그 나머지의 절반이상은 국가와 지역관청에서 지원을 받게 되며, 부족한 부분은 기업과 주민들이 스스로 채우게 된다.

- 설비 : 풍력 발전소는 지역 전력 공급의 가장 큰 역할을 하고 있고, 바이오 가스는 지역의 열 공급에 중점적인 역할을 한다. 또한 대규모의 태양광 집열판을 설치하여 태양에너지를 이용하고 있다. 이렇게 재생에너지로만 생산된 에너지는 이 마을의 수요를 충분히 채우고도 남아서 독일 전력회사에 평균 전력값보다 높은 가격으로 판매를 하고 있다. 열과 전력공급은 개별적인 네트워크를 통해 가정에 직접 공급되기 때문에, 생산된 열과 에너지는 소비자에게 직접적으로 전달된다. 이로 인해, 비용을 절약할 수 있을 뿐만 아니라 기존 전력회사로부터 에너지 독립도 성취할 수 있게 된 것이다.

### 신재생에너지 생산 주체
- 펠트하임 농업조합(Agrargenossenschaft)

펠트하임 농업조합에서는 에너지와 열의 생산에 필요한 재료를 산업에 공급하기 위해서 소와 돼지, 그리고 옥수수 등의 작물을 가축 및 생산하여 바이오가스 프로젝트에 사용될 재료로 공급하고 있다.
- 에너지크벨레(Energiequelle GmbH)

이 회사는 1997년부터 펠트하임에서 영업을 시작하여, 펠트하임에 1994년부터 2005년까지 43개의 풍력터빈을 총 74.1메가와트의 규모로 건설하였다.
- EQ-SYS GmbH

이 회사는 2008년에 펠트하임에 진출한 태양판에 필요한 부품을 만드는 회사로, 현재 21명의 직원을 고용하고 직업교육을 시키고 있다. 2008년에 만들어진 바이오가스 시설 중 50%는 EQ-SYS GmbH의 소유이기도 하다.
- Feldheim Energie GmbH & Co. KG

펠트하임의 주민과 Energiequelle GmbH는 함께 프로젝트 'Energieautarker Feldheim'을 실시하기 위해서 Co. KG를 설립하였는데, 이러한 자급자족 프로젝트는 독일에서 최초로 실시되었다는 점에서 큰 의미가 있다. 또 이 회사는 개별적으로 연결된 펠트하임의 가정들에 재생산된 신재생에너지와 열을 별도의 네트워크를 통해 공급하고 있다. 2009년에는 바이오 가스를 통해 생산된 열을 가정에 공급하기 시작했고, 2010년에는 풍력 터빈으로 생산한 에너지를 가정에 공급하였다.

### 현황
펠트하임은 스스로의 힘으로 모든 에너지 수급 문제를 해결하는 완전한 에너지 독립 시스템을 갖추지는 못했다. 풍력 등으로 생산한 전기를 운반하거나 저장하는 기술이 아직 불완전해 전력회사의 도움을 받아야 하는 등 잉여전력을 효율적으로 사용하고 있지 못하고 있기 때문이다. 따라서 펠트하임은 마을의 땅을 전력회사에 제공하면, 전력회사가 마을에 투자를 하여 제반 시설을 지어주고 이를 통해 신재생에너지를 만드는 방식을 사용하고 있다. 물론 이러한 막대한 투자비와 시설비 가운데는 정부의 보조금도 있다.
- 풍력 : 풍력발전기(74mW) 43대, 총 1억 4000만kW를 생산할 수 있는 규모로 매년 170백만 kWh를 생산한다.
- 바이오가스 플랜트 : 축분과 옥수수 대를 섞어서 발효시키는 방식으로 메탄을 생산해 500kW급 발전기를 돌리고 있다. 이를 통하여 400만kwh의 전기, 그리고 4.3백만kwh의 열을 생산하고 있다.
- 태양열 : 태양을 따라 패널이 움직여 집열을 하는 방식을 개발해 마을 밖, 약 7km 떨어진 곳에 '솔라파크'라는 이름으로 조성된 태양광 설비들을 이용해 태양열을 생산하고 있다. 또한 추가적으로 지방자치제에 기부된 40헥타르의 땅에 태양전지를 설치하여 정격출력 2.25MW, 매년 3.375백만 kwh의 태양광 에너지를 발생시킨다.

### 성과
- 미래에 대한 준비 : 재생에너지의 이용과정에서는 CO2의 인위적인 방출이 아닌 CO2순환에 의한 방출만 이루어지므로 효율적으로 CO2량을 감소시킬 수 있고 기후변화에도 대응할 수 있게 한다.
- 전기요금이 신재생에너지 마을이 아닌 지역보다 약 40%정도 저렴하다.[3]
- 긍정적인 마을의 이미지를 구축할 수가 있다. 전 세계적으로 많은 사람들이 펠트하임의 에너지 체제를 배우기 위해 마을로 견학을 하고 있고 대중적으로 많은 관심을 받고 있다.
- 장기적으로 에너지의 안전한 사용과 최대한의 에너지 독립성을 유지할 수 있다. 이에 따라 석유파동이나 원자력 안전문제 등을 조금이나마 극복할 수 있을 것으로 보인다.
- 펠트하임은 신재생에너지 마을화를 통해 지역 사회에 지속적으로 70여 개 정도의 안정된 일자리를 공급하고 있다. 마을 주민의 150명의 절반에 해당하는 사람들이 일자리를 갖게 된 것이다.

## 참고 자료
- 《독일의 에너지정책과 녹생성장 연구》: 지식경제부(2011)
- 《독일 탈원전 선언이후 에너지정책 추진 현황》: 한국에너지기술평가원(2013)